# 狼と鶴

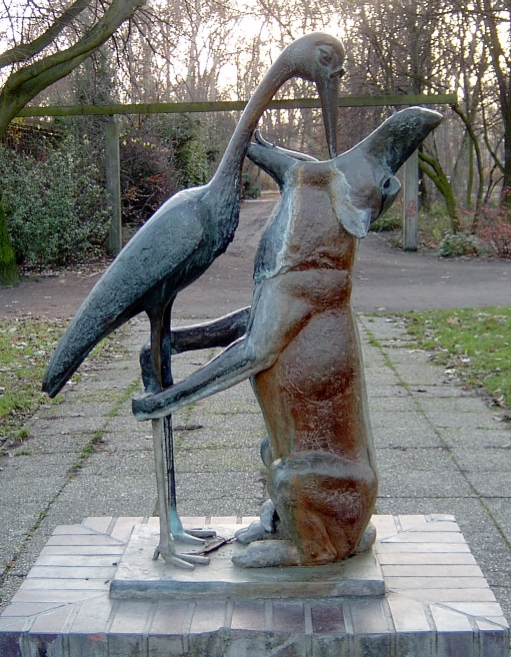
ベルリンのトレプトウ公園にある像。Stephan Horota作。

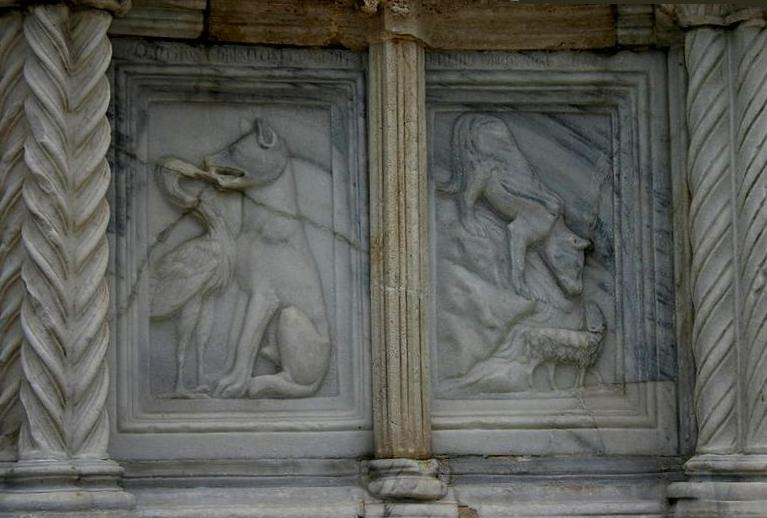
ペルージャの大噴水のレリーフ。「狼と鶴」および「狼と子羊」

「狼と鶴」（おおかみとつる）、あるいは「狼とサギ」はイソップ寓話の一篇。ペリー・インデックス156番。ごく短い話である。

## あらすじ
喉に骨がつっかえた狼がサギに助けを求め、骨を取ってくれたら褒美をあげようという。サギは狼の口の中に首をつっこんでクチバシで骨を取りだしてやるが、約束の褒美を求めると狼は「狼の口に首を突っこんでおきながら無事だったことよりもすばらしい褒美はあるか」と答える。

## 教訓
悪人に対してよい事をした場合、ひどい目に遭わなかったらそれが最大の礼である。

## 伝承
狼の喉に刺さった骨を取る鳥の種類は、散文ギリシア語およびバブリオスによるギリシア語韻文『イソップ風寓話集』94番ではサギ(ἐρῳδιός)だが、1世紀のパエドルスによるラテン語韻文『イソップ風寓話集』1.8以来ツルとするのが一般的である。ラ・フォンテーヌの寓話詩ではコウノトリになっている。
ジャータカの308番(Javasakuṇa-jātaka)は登場人物がライオンとキツツキになっているが、同じ話と認めてよい。この話では喉に骨が刺さって苦しむライオンを見たキツツキは、食われないようにライオンの口に木の枝を噛ませておいて骨を抜いてやった。後にライオンが水牛を食べているときにキツツキが先日の褒美を要求すると、ライオンは「自分の口に首を突っこんでおきながら死を逃れたというだけで充分な褒美だ」といって拒否した。キツツキは釈迦の前世、ライオンはデーヴァダッタの前世であるとする。
狼と鶴の話は『狐物語』の中にも含まれている。ゲーテ『ライネケ狐』（1793年）の第10章にも出てくる:299-300。
ラ・フォンテーヌの寓話詩では第3巻第9話に「狼とコウノトリ」 (fr:Le Loup et la Cigogne) を載せる。クルイロフの寓話にも「狼と鶴」がある。クルイロフ版にもとづいて1936年にアレクサンドル・プトゥシコによる同名の短編パペット・アニメーション映画 (ru:Волк и журавль (мультфильм)) が作られている。
日本ではキリシタン版『エソポのハブラス』（1593年）に「鶴と、狼の事」がある。『伊曽保物語』中巻にも「鶴と狼の事」を載せる。教訓は恩知らずの悪人に対してよい事をする場合は天道に対してするものと思え、というもの。渡部温『通俗伊蘇普物語』では第1巻の第3話に「狼と鶴の話」として載せる。